# Groppoducale
Groppoducale (Grupdügä in dialetto piacentino, Grupdigà in dialetto locale e ligure) è una frazione del comune italiano di Bettola, in provincia di Piacenza.
Fanno parte di Groppoducale le seguenti località: Agnelli, Badoni, Barbugli, Colombello, Cordani, Costa, Crose, Forlini, Monte, Montelana, Ronchi e Sura.

## Geografia fisica
È situato sull'Appennino ligure, nella media val Nure, a 760 m s.l.m. e a 46 km a sud di Piacenza. Nella sua vallata scorre un affluente del torrente Nure, indicato dalle mappe catastali come Rio Grande. Dista 12 km da Bettola e 13 km da Morfasso.

## Storia
Il canonico piacentino Pier Maria Campi, autore nel corso del Seicento dell'opera Historia Ecclesiastica di Piacenza cita all'interno della sua pubblicazione una pergamena che attribuita al retore romano Tito Omusio Tinca, nella quale viene riferita l'esistenza nel 302 di più di quattrocento villaggi e castelli, tra i quali figurava M. Tucca Gripum Tuccarium, che sarebbe diventato successivamente Groppodugario e infine Groppoducale. Tuttavia l'originalità della pergamena fu successivamente messa in dubbio: si tratterebbe probabilmente di un falso risalente al periodo successivo all'anno Mille, utilizzato come fonte attendibile dal canonico per esaltare le origini storiche della zona piacentina. A prescindere dalla veridicità o meno del documento consultato dal Campi, la zona fu comunque frequentata dai romani, tanto che, secondo alcuni studiosi, tra cui Salvatore Aurigemma, archeologo e direttore degli scavi archeologici di Veleia tra il 1933 e il 1937, il lastricato del foro della località valcherasca, situata a una decina di chilometri di distanza da Groppoducale, venne realizzato con arenaria grigia proveniente da Groppoducale.
In seguito Groppoducale potrebbe essere divenuto, in epoca longobarda, centro strategico di controllo della valle; ciò è suggerito dal fatto che Ducale avrebbe origine da Dugario, ossia del dux, comandante longobardo.
I primi documenti attestano che il fortilizio di Groppoducale apparteneva, nel 1385, a Branca Fulgosio, signore guelfo di Fiorenzuola d'Arda, che lo utilizzò come base per la sua lotta antiviscontea. In seguito passò alla famiglia Nicelli: nel 1494 il castello e le terre andarono a Giovanni Nicelli, il cui padre, Gian Nicolò, era stato il capostipite dei Nicelli di Montechino e di Muradolo. Il 4 aprile 1626 la duchessa Margherita Aldobrandini, madre e tutrice del duca di Parma e Piacenza Odoardo I Farnese confermò la concessione del castello e della contea alla famiglia Nicelli, nella persona del dottore collegiato Giovanni.
All'inizio dell'Ottocento il paese contava 512 abitanti, enfiteuti del conte Alessandro V Nicelli. Alla morte di questi, avvenuta nel 1816 gli succedette la sorella Antonia, con il marito Pietro De Cesaris, proveniente da una nobile famiglia cremonese. Nel 1820 la contessa dapprima affittò, poi vendette il castello al conte Bonifacio Nicelli, il quale lo cedette nell'agosto di quello stesso anno alla locale parrocchia per 80 lire.
Il castello fu poi utilizzato come scuola elementare, per poi subire anni di abbandono alla sua chiusura. A partire dal 2001, grazie all'impegno del parroco e di alcuni abitanti della zona, sono iniziati i lavori di restauro, terminati nel 2003.

## Monumenti e luoghi d'interesse
Castello di GroppoducaleCitato nel 1385 come di proprietà di Branca Fulgosio, il forte entrò poi nelle proprietà della famiglia Nicelli, il cui diritto sulla zona fu ulteriormente confermato nel 1626 dalla duchessa Margherita Aldobrandini. L'originale edificio medievale è stato più volte trasformato, prima trasformandolo in residenza e, in seguito, a sede di uffici comunali e scuole.

## Infrastrutture e Trasporti
La località è servita dal servizio automobilistico a chiamata Bettola-Guselli operato da SETA.